# Saint-Martin-des-Plains

Saint-Martin-des-Plains este o comună în departamentul Puy-de-Dôme, Franța. În 1 ianuarie 2022 avea o populație de 178 de locuitori.